# Косачи (Арђеш)
Косачи (рум. Cosaci) насеље је у Румунији у округу Арђеш у општини Брадулец. Oпштина се налази на надморској висини од 598 m.

## Становништво
Према подацима из 2002. године у насељу је живело 175 становника, од којих су сви румунске националности.